# Promachonas
Promachonas (in greco Προμαχώνας?) è una ex comunità della Grecia nella periferia della Macedonia Centrale (unità periferica di Serres) con 252 abitanti secondo i dati del censimento 2001.
È stata soppressa a seguito della riforma amministrativa, detta Programma Callicrate, in vigore dal gennaio 2011 ed è ora compresa nel comune di Sintiki.
È un importante valico di frontiera, sia stradale che ferroviario, con la Bulgaria. Oltre il confine si estende il villaggio bulgaro di Kulata. Il nome in bulgaro e in slavo macedone della comunità è Драготин, Dragotin.
Promachonas-Topolnica è un importante insediamento del tardo neolitico e un sito di culto che sta a cavallo della frontiera greco-bulgara a pochi km dalla comunità di Promachonas.